# Brangas coccineifrons
Brangas coccineifrons is een vlinder uit de familie van de Lycaenidae. De wetenschappelijke naam van de soort werd als Thecla coccineifrons in 1887 gepubliceerd door Godman & Salvin.